# Forêt nationale de Brasília
La forêt nationale de Brasília (portugais : Floresta Nacional de Brasília) est une forêt nationale brésilienne. Elle se situe dans la région Centre-Ouest, dans le District fédéral.
Le parc fut créé en 1989 et couvre une superficie de 9 336,15 hectares.